# Keiona Revlon
Kevin Kouassi, mejor conocido por el nombre artístico de Keiona Revlon o monónimo como Keiona, es una drag queen y artista de la cultura ball francesa nacida en Costa de Marfil, conocida por ganar la segunda temporada de Drag Race Francia. Previamente a competir en Drag Race, Keiona actuó como concursante en la tercera temporada de Legendary, donde terminó en tercer lugar junto con la House of Revlon Paris.

## Carrera
En 2022, Keiona Revlon saltó a la fama junto a la Casa Revlon Paris como concursantes de la tercera temporada de Legendary. La casa enfrentó la eliminación durante el noveno episodio, que culminó con un tercer puesto.
En 2023, fue revelada como una de las concursantes de la segunda temporada de Drag Race Francia, compitiendo bajo el monónimo Keiona. Después de una trayectoria récord, Keiona ganó la temporada y fue coronada como Próxima Superestrella Drag Francesa. Ganó una corona y un cetro valorados en 40.000€ de Y'Paris, un viaje para dos a la ciudad de Nueva York (que incluye estancia en un hotel de cinco estrellas y entradas para un espectáculo de Broadway) cortesía de MisterB&B, una suministro de un año de MAC Cosmetics y aparición en la portada de la revista ELLE France. 

## Filmografía

### Televisión
| Año  | Título            | Papel                       | Notas             |
| ---- | ----------------- | --------------------------- | ----------------- |
| 2022 | Legendary         | Concursante - Tercer puesto | Tercera temporada |
| 2023 | Drag Race Francia | Concursante - Ganadora      | Segunda temporada |

| Predecesora: Paloma | Ganadora de Drag Race Francia 2023 | Sucesora: Le Filip |